# Índias Orientais Espanholas
```
   |-
       |
Erro:
:  
valor não especificado para "
nome_comum
"

   |-
       | 
Erro:
:  
valor não especificado para "
continente
"
```

Índias Orientais espanholas (em castelhano:  Indias orientales españolas, em filipino:  Silangang Indiyas ng Espanya) foram os territórios do Império Espanhol na Ásia-Pacífico de 1565 a 1899. Eles incluíam as Filipinas, as Ilhas Marianas, as Ilhas Carolinas e brevemente também inclui Formosa Espanhola e partes das Ilhas Molucas. Cebu foi a primeira sede do governo, mais tarde transferida para Manila.
De 1565 a 1821, estes territórios, juntamente com as Índias Ocidentais Espanholas, foram administrados através do Vice-Reino da Nova Espanha, com sede na Cidade do México. Sua administração passou a ser feita diretamente de Madrid, na Espanha, após os movimentos bem sucedidos pela independência do México. O rei da Espanha tradicionalmente se denominava "Rei das Índias Orientais e Ocidentais" (Rey de las Indias orientales y occidentales).
Os assuntos administrativos das Índias Orientais espanholas eram tratados pela Capitania Geral das Filipinas e pela Real Audiência de Manila. Como resultado da Guerra Hispano-Americana em 1898, a maioria das ilhas foi ocupada pelos Estados Unidos, enquanto cerca de 6.000 das restantes ilhas menores foram vendidas para a Alemanha no Tratado Germano-Espanhol de 1899. As poucas ilhas restantes foram cedidas aos Estados Unidos quando o Tratado de Washington foi ratificado em 1901.